# Hraniční pásmo XI (mobilizace 1938)
Hraniční pásmo XI bylo vyšší jednotkou Československé armády, velikostí odpovídající zhruba sboru, v době všeobecné mobilizace v roce 1938 působící v sestavě 1. armády a bránící hlavní obranné pásmo v severozápadních Čechách v úseku od Toužimi po Rtyni nad Bílinou. Celková délka hlavního obranného postavení činila 114 km.
Velitelem Hraničního pásma XI byl divizní generál Emil Václav Linhart.
Stanoviště velitele se nacházelo v Praze

## Úkoly Hraničního pásma XI
Úkolem Hraničního pásma XI (dále jen HP XI) byla obrana hlavního obranného postavení v linii Klášterec nad Ohří - Most- Bílina a 2. obranného postavení na Blšance a Ohři. To byl úkol prvosledové Skupiny 1. Dalším obranným postavením pak byla tzv. Pražská čára, obsazená jednotkami Velitelství okrsku Praha, což byla jednotka přibližně v síle divize, patřící též do sestavy HP XI a bránící bezprostřední přístupy k Praze od západu.
Obranu v této oblasti mohla také podpořit 18. divize ze zálohy velitele 1. armády, která byla soustředěna v okolí Kladna.

## Podřízené jednotky
Vyšší jednotky
- Skupina 1
- Velitelství okrsku Praha

Ostatní jednotky
- hraničářský prapor 21
- hraničářský prapor 25
- telegrafní prapor 61